# David Brécourt
David Brécourt (ur. 10 kwietnia 1965 w Paryżu) – francuski aktor filmowy i teatralny.
Urodził się w Paryżu jako syn aktora Claude'a Brécourta. W 1977 zadebiutował na scenie Théâtre des Mathurins w sztuce Henry'ego de Montherlanta Miasto, którego książę jest dzieckiem (La Ville dont le prince est un enfant).
Od połowy 2000 roku regularnie występował z trupą teatralną Lellouche/Vadim/Demouy.
Był dwukrotnie żonaty. Z pierwszego małżeństwa ma syna Manona. Ze związku z drugą żoną makijażystką gwiazd Malką Braun, ma bliźniaczki: Salomé i Esther.

## Wybrana filmografia
- 1992: Helena i chłopcy (Hélene et les Garçons) jako Thomas Fava
- 2006: Alarm dla Paryża (Alerte à Paris!) jako Jacques Cortot
- 2012: Nos plus belles vacances jako Firmin
- 2014: Le Jeu de la vérité jako Fabrice